# Toril Moi
Toril Moi, född 28 november 1953 i Farsund i Vest-Agder, är en norsk litteraturvetare och professor vid Duke University i North Carolina, USA. Hon innehar för närvarande av en professur i litteraturvetenskap. Innan uppehöll hon en tjänst vid Bergens universitet i franska. Moi använder sig ofta av feministiska, psykoanalytiska och marxistiska teoribildningar. Hennes verk har stor betydelse för den feministiska litteraturteorin med Sexual/Textual Politics från 1985 i centrum.

## Filosofi

### Vad är en kvinna?
Moi riktar kritik mot att den akademiska feministiska diskursen är så teoretisk utan förankring i verkliga världen. I Vad är en kvinna? Kön och genus i feministisk teori (1995) menar hon att den teoretiska utgångspunkten som poststrukturalistiska feministiska forskare som Judith Butler innehar gällande kön/genus, Gayle Rubins kända och ofta använda begreppspar, inte längre har någon förbindelse med vare sig kroppar, kön eller genus, utan att resonemangen försvinner in i absurda abstraktionsnivåer. Istället lyfter hon fram Simone de Beauvoirs kvinnosyn som mer givande och argumenterar för att hennes existentiellt färgade syn på subjektivitet är en betydligt mer givande feministisk position, inte minst för att Butlers position tömmer kroppen på betydelse och missar betydelsen av den "levda erfarenheten" som kvinna. Världen gör kvinnan, men kvinnan gör även sig själv genom sina handlingar. Butler och de Beauvoir är båda anti-essientialistiska, men deras behandling av kroppar skiljer sig kraftigt åt. Moi skriver:
För Beauvoir behöver människor med kvinnokroppar inte uppfylla några särskilda krav för att anses vara kvinnor. De behöver inte anpassa sig till könsstereotyper eller till feministiska kvinnlighetsideal. Hur bisarrt en kvinna än uppträdde, skulle Beauvoir aldrig drömma om att neka henne namnet kvinna. Butler, å andra sidan, måste påstå att den som inte uppför sig enligt den dominerande "reglerande diskursen" för kvinnlighet inte är en kvinna. Därigenom överlämnas termen "kvinna" till de patriarkaliska krafter feminister vill motarbeta.
Att tala om kroppen som en "situation" är att erkänna kroppens möjligheter att bryta sig ur de könsroller som har lagts på denna: som de Beauvoir skrev, "Kroppen är kvinnans situation, inte hennes öde”. Butler dekonstruerar kvinnan, och om kvinnan inte längre existerar, hur kan man förklara att kvinnor förtrycks? Den historiska erfarenheten av att vara kvinna är enligt Moi omöjlig att undgå.
En annan kritik Moi framför är att kön/genus-distinktionen aldrig helt kommer kunna fånga vad det innebär att vara kvinna, då det missar att ta in andra viktiga faktorer så som ålder, klass, sexuell läggning och etnicitet. Hon använder sig med andra ord av ett intersektionellt perspektiv.
Moi är mycket inspirerad av den fransk-bulgariska psykoanalytikern Julia Kristevas teorier om genus och kön.

## Publikationer
- 1985 – Sexual/Textual Politics: Feminist Literary Theory (andra utgåva 2002)
- 1986 – The Kristeva Reader (red.)
- 1987 – French Feminist Thought (red.)
- 1994 – Simone de Beauvoir: The Making of an Intellectual Woman
- 1999 – What Is a Woman? And Other Essays
- 2006 – Henrik Ibsen and the Birth of Modernism: Art, Theater, Philosophy (i norsk översättning 2006: Ibsens modernisme)

## Utgivet på svenska
- 2017 – Språk och uppmärksamhet (övers. Alva Dahl, Bokförlaget Faethon)